# Igor Oprea
Igor Oprea (* 5. Oktober 1969 in Kischinjow, Sowjetunion) ist ein ehemaliger moldauischer Fußballspieler.

## Vereine
- 1988: Zarya Beltsy (11/0)
- 1991–1996: Tiligul Tiraspol (121/20)
- 1996–2002: Zimbru Chișinău (125/11)
- 2002–2003: Tschornomorez Odessa (29/1)
- 2003–2004: Zimbru Chișinău (13/0)

## Nationalmannschaft
Für die moldauische Fußballnationalmannschaft bestritt Oprea von 1992 bis 2001 insgesamt 44 Länderspiele, wobei er viermal traf. Er debütierte am 20. Mai 1992 in einem Freundschaftsspiel gegen die Auswahl Litauens und beendete 2004 seine Profikarriere.